# Rupakot (Gulmi)
Rupakot (nepalski: रुपाकोट) – gaun wikas samiti w zachodniej części Nepalu w strefie Lumbini w dystrykcie Gulmi. Według nepalskiego spisu powszechnego z 2001 roku liczył on 821 gospodarstw domowych i 3822 mieszkańców (2190 kobiet i 1632 mężczyzn).